# Иванов-Разумник, Разумник Васильевич
Разу́мник Васи́льевич Ива́нов-Разу́мник (настоящая фамилия Ива́нов; 13 [25] декабря 1878, Тифлис — 9 июня 1946, Мюнхен) — русский и советский литературовед, литературный критик, социолог, писатель.

## Биография
Родился в Тифлисе, в небогатой дворянской семье. Учился в 1-й петербургской гимназии, а затем на математическом факультете Санкт-Петербургского университета. За участие в студенческой демонстрации в 1901 был арестован, в 1902 — выслан из Петербурга.
Печататься начал в 1904 в «Русской мысли» (статья о Н. К. Михайловском), затем писал в «Русском богатстве», «Русских ведомостях» и других изданиях. Двухтомная «История русской общественной мысли» Иванова-Разумника (1906) пользовалась в своё время большой популярностью. В 1910—1920-х гг. был близок к эсерам (с 1917 — к левым эсерам).
В 1917—1918 годах Иванов-Разумник вместе с Андреем Белым и С. Мстиславским редактирует сборники «Скифы» [1918], куда помещает и свои сочинения. В них Иванов-Разумник воздаёт восторженную хвалу «первым подлинно народным поэтам нашим — Есенину, Орешину и особенно Клюеву, равно избегшим опасностей военного шовинизма и революционного азарта». По мнению Иванова-Разумника, только их голос громко прозвучал в «грохоте громов» великой революции, которую так усердно стараются сделать малой все «мещане от обывательщины и от социализма».
В 1919-1924 годах Иванов-Разумник — один из руководителей (товарищ председателя) Вольной философской ассоциации, созданной в целях «исследования и разработки в духе философии и социализма вопросов культурного творчества».
С 1919 года неоднократно арестовывался как «идейный вдохновитель народничества», но после непродолжительного пребывания в тюрьме освобождался. В феврале 1933 года был арестован и сослан в Сибирь как «антисоветский элемент». В ссылке жил сначала в Новосибирске, затем в Саратове. Жил в бедности, не имея постоянного заработка. В марте 1936 года освобождён из ссылки, поселился в городе Кашира Московской области, затем перебрался в город Пушкин близ Ленинграда. В последний раз арестован в сентябре 1937 года, обвинён в контрреволюционной агитации. Отверг все предъявленные обвинения. В июне 1939 года, в пору кратковременной «бериевской либерализации» в НКВД был освобождён из тюрьмы «за прекращением дела».
В сентябре 1941 года Иванов-Разумник оказался на временно захваченной нацистами советской территории. Занявшие Пушкин немцы в марте 1942 года вывезли его вместе с женой в Восточную Пруссию, где до лета 1943 года они находились в лагере для остарбайтеров в Кёнице близ Данцига. В августе 1943 года был освобождён. Жил в Литве. Летом 1944 года ушёл на запад вместе с отступавшими немецкими войсками. После завершения Второй мировой войны оказался в союзнической оккупационной зоне Германии. Принудительной репатриации в СССР избежал. Жил сначала в городе Рендсбурге, затем переехал в Мюнхен. Написал воспоминания о своей жизни после 1917 года («Тюрьмы и ссылки») и о писателях в Советской России («Писательские судьбы»).
Иванов-Разумник умер в Мюнхене 9 июля 1946.

## Творчество
Уже в первой своей книге Иванов-Разумник полностью раскрывает своё философское кредо и свой критический метод. Собственную философскую систему Иванов-Разумник называет имманентным субъективизмом, под углом зрения которого он и рассматривает историю русской общественной мысли. В 1820—1830-х годах, по его мнению, доминирует мистическая теория прогресса, в 1840-х — позитивная теория прогресса, в 1850-х — имманентный субъективизм (Герцен), в 1860-х — вульгаризация имманентного субъективизма, утилитаризм и вырождение в нигилизме, в 1870-х — наблюдается возврат к имманентному субъективизму (Лавров и Михайловский), затем — возрождение позитивной теории прогресса, достигающей апогея в русском марксизме 1890-х гг., в 1900-х гг. — мистическая теория прогресса — и в следующие годы XX в. — новый возврат к имманентному субъективизму. В основе своей последний сводится к отрицанию объективной целесообразности, объективного смысла жизни, к утверждению субъективной целесообразности, к признанию, что субъективной целью, а значит и самоцелью, является человек. Цель жизни — в настоящем, в осуществлении полноты бытия, в большем включении в свою жизнь таких ценностей, как правда-ощущение, правда-красота, правда-справедливость и правда-истина. Из желания полноты бытия вытекает активное отношение к жизни. Возражая против неправильного толкования термина «субъективный метод», Иванов-Разумник заявляет: «Субъективизм — не метод и не приём, а доктрина, вполне определенное социологическое воззрение, и не только социологическое, но и гносеологическое, и психологическое, и этическое; субъективизм есть этико-социологический индивидуализм» («История русской общественной мысли»). А в другом месте: «Мировоззрение имманентного субъективизма является бодрым, активным, жизненным, субъективно-осмысливающим жизнь человека и жизнь человечества» (О смысле жизни, СПБ., 1910).
Свои философские и социологические воззрения Иванов-Разумник переносит и в историю русской литературы и в критику. История русской общественной мысли есть история интеллигенции. «Философия истории русской интеллигенции есть в то же время отчасти и философия русской литературы». Содержанием философии русской литературы является борьба интеллигенции с мещанством. Что такое мещанство? «Определяя возможно широко сущность этического мещанства, мы скажем, что мещанство — это узость, плоскость и безличность, узость формы, плоскость содержания и безличность духа; иначе говоря, не имея определенного содержания, мещанство характеризуется своим вполне определённым отношением к какому бы то ни было содержанию: самое глубокое оно делает самым плоским, самое широкое — самым узким, резко-индивидуальное и яркое — безличным и тусклым… Мещанство — это трафаретность, символ веры мещанства и его заветнейшее стремление — это „быть, как все“; мещанство как группа есть поэтому та „сплоченная посредственность“, к-рая всюду и всегда составляла толпу, доминирующую в жизни…» (История русской общественной мысли, т. I, стр. 15—16). Мещанство — это сила, противоположная интеллигенции, это та среда, в борьбе с которой проходил процесс развития русской интеллигенции. «Интеллигенция есть этически — антимещанская, социологически — внесословная, внеклассовая, преемственная группа, характеризуемая творчеством новых форм и идеалов и активным проведением их в жизнь в направлении к физическому и умственному, общественному и личному освобождению личности» (там же, т. I, стр. 10). Борьба этих внесословных и внеклассовых групп во имя этического индивидуализма, отличающегося и от ультраиндивидуализма и от антииндивидуализма, составляет содержание русской общественной мысли, русской литературы, русской интеллигенции.
Иванову-Разумнику принадлежит ряд статей и книг по истории русской литературы; он писал о Герцене, Белинском, Льве Толстом, Пушкине, Андрее Белом, Блоке, Куприне, Фёдоре Сологубе и др. Редактор собрания сочинений А. Блока (1932—1936).

## Книги
- О смысле жизни. СПб., 1910
- История русской общественной мысли. Индивидуализм и мещанство в русской литературе и жизни XIX в. — 1911. Том I. Том II.
- Лев Толстой. СПб., 1912. — 172 с.
- История русской общественной мысли. Часть 4
- История русской общественной мысли. Часть 5
- История русской общественной мысли. Часть 6
- История русской общественной мысли. Часть 7
- История русской общественной мысли. Часть 8
- А. Блок. А. Белый. Пг., «Алконост», 1919, 180 с.
- Русская литература XX в. Пг, 1920
- Заветное: О культурной традиции. Статьи 1912—1913 гг.
- Творчество и критика. Пг., 1922
- Владимир Маяковский. (Мистерия или Буфф). Берлин, «Скифы», 1922
- Книга о Белинском. Пб., «Мысль», 1923, 274 с.
- Перед грозой. 1916—1917 годы. — Пг., 1923. — 136 с.
- Вершины. П., 1923
- М. Е. Салтыков-Щедрин. Жизнь и творчество.т. 1. М., «Федерация», 1930
- Тюрьмы и ссылки
- Ходасевич В. Ф. Есенин // Некрополь — М.: Вагриус, 2006. — 444с. ISBN 5-9697-0323-0
- Испытание огнём. М.: Радикальная теория и практика, 2015. — 104 с.